# Lir

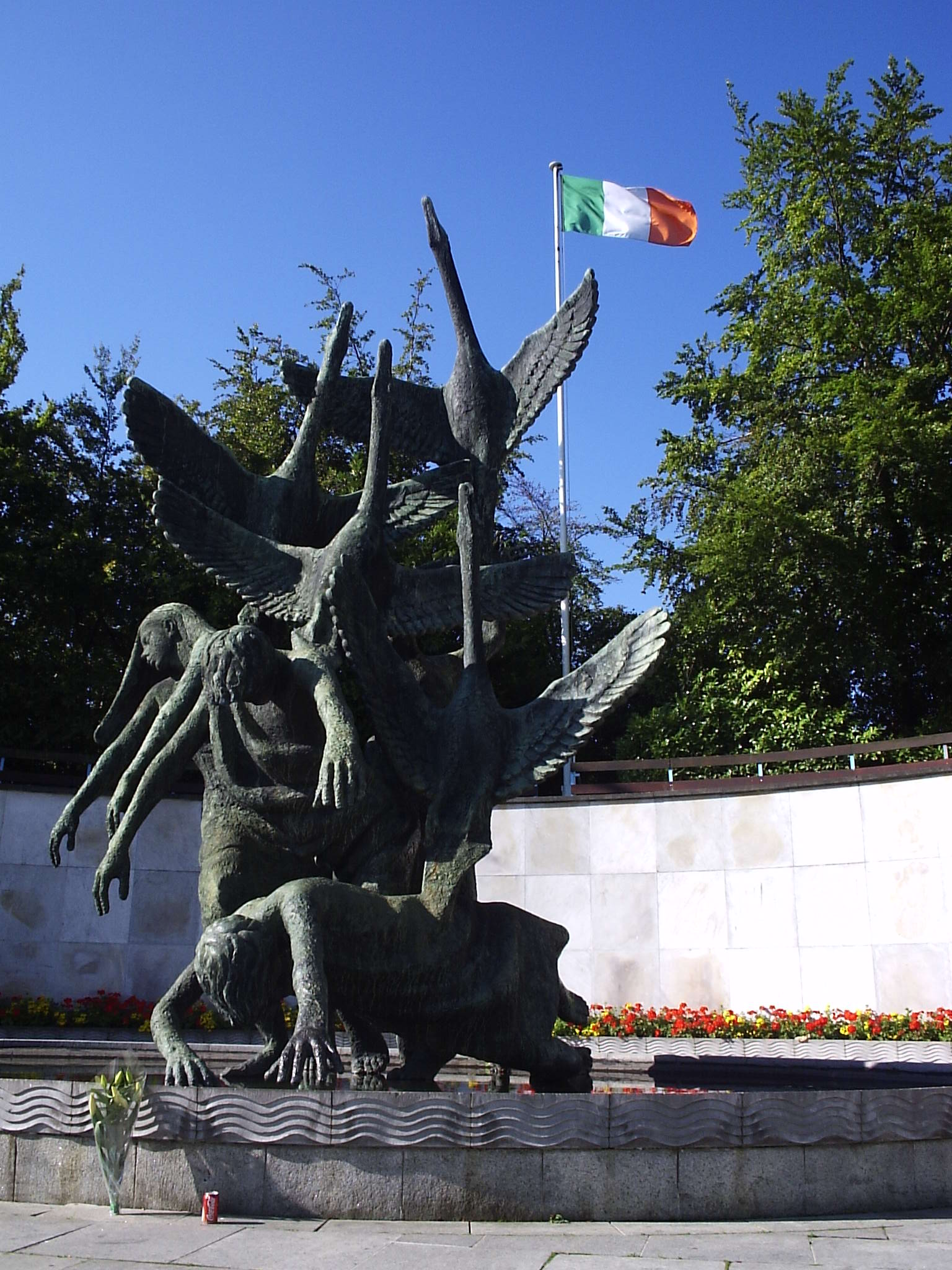
Els fills de Lir, escultura al Jardí del Record (Dublín)

Lir o Ler (que significa "Mar" en irlandès antic; Ler i Lir són les formes nominatives i genitives, respectivament) és un déu marí de la mitologia irlandesa. Es diu Allód a les primeres genealogies, i correspon al Llŷr de la mitologia gal·lesa. Lir és principalment una figura ancestral i és el pare del déu Manannán mac Lir, que apareix amb freqüència a la literatura irlandesa medieval. Lir apareix com el rei homònim al conte Els fills de Lir.